# 広島家族3人放火殺人事件
広島家族3人放火殺人事件（ひろしまかぞく3にんほうかさつじんじけん）は放火及び殺人事件である。
検察は状況証拠に基づき被害者の家族による保険金詐取を目的とした犯行として逮捕起訴し死刑を求刑したが、裁判所は3度の無罪判決を下した。

## 事件の概要
2001年1月17日頃、広島県広島市西区の木造2階建て住宅の居住者の女性が殺害された後、女性の自宅が放火されて、子供2名が焼死体で発見された。この事件で3人の保険金など計約7300万円を詐取したとして、事件から5年経過した2006年6月23日に女性の息子（焼死した子供の父親でもある）の男を逮捕し、殺人並びに現住建造物等放火などの罪で起訴された（厳密に言えば、被告は、本件殺人放火事件の容疑で逮捕される前、元妻と一緒に児童扶養手当をだまし取ったとして詐欺の容疑で逮捕・起訴されており、この別件の容疑での起訴後の勾留中に本件殺人放火事件の容疑を自白し、この自白が決め手とされて殺人や現像建造物等放火の罪で再逮捕・追起訴されたという経緯をたどって）。

## 裁判経過
2007年11月28日、一審の広島地裁（細田啓介裁判長）の判決公判で死刑求刑に対し、無罪の判決を言い渡した。判決では自白の任意性についてはある程度認めたものの、検察側が「母親らの死亡保険金を入手する目的だった」と主張した動機について、「借金苦などによる自殺願望から死刑志願を経て一転して保険金を得るという利欲的なものになるのは極めて不自然。保険の契約内容を事前に把握していた証拠もない」と述べ、動機の立証としては不十分だとして、信用性を否定。さらに、捜査段階の自白には捜査機関に知られておらず、犯人しか知り得ない事実について語った「秘密の暴露」がなく、詳細な供述内容は捜査官と共同で作成された疑いを排除できないなどの問題点を指摘。自白以外のすべての証拠を総合しても被告を犯人と認めることはできないと結論づけた。裁判長は判決言い渡し後、「裁判所はあなたがシロではない、灰色かもしれないと思いながら、クロと断定することはできませんでした」と述べ、「冤罪を防ぐために、『疑わしきは被告人の利益に』という刑事裁判の鉄則を厳格に適用しました」と異例の付言をした。この判決では、自白に頼った捜査手法に関して、近年は被告12人全員の無罪が確定した鹿児島の選挙違反事件や富山の冤罪事件など、虚偽自白が問題となる事例が相次いでいることを引き合いに出し、裁判員制度の導入を控え、捜査当局にはより客観証拠を重視する姿勢が求められているという意見もある。検察側は判決を不服として控訴した。
2009年の12月14日の2審広島高裁も、被告の「灯油をまいて放火した」などという供述などに矛盾があり、自白の信用性に問題があるとして状況証拠だけでは有罪に出来ないとして、広島地裁の一審無罪判決を支持し、検察側の控訴棄却を言い渡した。
本事件は検察の上告により最高裁での審理が行われていたが、2012年2月22日、最高裁第一小法廷（金築誠志裁判長）は検察の上告を棄却し、無罪判決が確定した。第一小法廷は、自白内容に関しては、
- 母の死因など客観的な証拠と一致
- 逮捕前から起訴まで自白を維持
- 妹に「極刑になる」と手紙を送っている

以上の内容を挙げ「信用性は相当に高いという評価も可能」とした。しかし、保険金目当てなのに契約や額について漠然とした認識しかなかったことや、放火時にまいたとされる灯油が被告の服に付着していなかったことなどを挙げ、信用性を否定した2審判決の評価を「論理則、経験則に違反するとはいえない」と支持した。そして、「被告が犯人である疑いは濃いが、自白内容の不自然さは否定できない」と、結論付けた。後述のように死刑求刑で無罪ないし逆転無罪もしくは逆転有罪になった刑事裁判は数多いが、三審とも無罪判決が下されたのは極めて希な事例である。
なお、新聞やテレビはほとんど報じていないが、弁護側から「本件殺人放火事件の捜査を目的とした別件逮捕」と批判された詐欺罪についても、一審から上告審まで三度に渡り、無罪とされている。

## 補足
最高裁判所によると記録の残る1958年以降に死刑求刑に対して一審で無罪が言い渡されたのは名張毒ぶどう酒事件、北方事件、高岡暴力団組長夫婦射殺事件に次ぐ4件目である（4件の再審無罪事件を除く）。ただし、名張毒ぶどう酒事件においては二審で逆転有罪で死刑判決が下され最高裁で確定している（現在再審請求中）。
後に死刑求刑事件の土浦一家3人殺害事件で一審における5件目、鹿児島高齢夫婦殺害事件で6件目、平野母子殺害事件で7件目の無罪判決が出た。ただし、土浦一家3人殺害事件は一審で心神喪失とされ無罪だったのに対し、二審では心神耗弱とされ無期懲役が言い渡され、最高裁で確定した。鹿児島高齢夫婦殺害事件は検察側控訴中に被告が病死したため、公訴棄却となった。平野母子殺害事件は一審で無期懲役、二審で死刑判決を受けるも最高裁が差し戻し、差し戻し一審で無罪判決が言い渡された。検察側は控訴したが、高裁は検察の控訴を棄却、検察は上告を断念したため無罪が確定した。
殺人事件で死刑を求刑された被告人に対して一審、二審と続けて無罪が言い渡されたのは本事件で3件目で、過去2件（北方事件、高岡暴力団組長夫婦射殺事件）は検察側が上告を断念した為に無罪判決が確定している。従って一審及び二審での死刑求刑に対して無罪判決が出された刑事事件で検察が上告したのは今回が初のケースとなる。
なお、過去に土田・日石・ピース缶爆弾事件、豊橋事件において死刑を求刑された被告人に対し、殺人に関して無罪になったことがあったが、別件での軽微な事件に置いて懲役刑の有罪とされた為、無罪扱いとはなっていない。

## 脚註
1. ↑  “父親を放火・殺人などの容疑で再逮捕　広島３人死亡火災”. 朝日新聞. (2006年6月23日) 2006年6月24日閲覧。
2. ↑  冤罪FileNo.16完全無罪に二度上訴し、三度も死刑を求めた検察の暴挙！◇『広島殺人放火事件』
3. ↑  “広島市の放火殺人　死刑求刑の男に無罪”. MSN産経ニュース. (2007年11月28日) 2007年11月30日閲覧。
4. ↑   “広島の母、娘２人死亡事件　死刑求刑の被告に無罪判決”. 朝日新聞. (2007年11月28日) 2007年11月30日閲覧。
5. ↑   “「笑っている真犯人がいる」　否認に転じた被告　広島”. 朝日新聞. (2007年11月28日) 2007年11月30日閲覧。
6. ↑   “被告は表情変えず　広島の放火殺人無罪判決”. MSN産経ニュース. (2007年11月28日) 2007年11月30日閲覧。
7. ↑   “客観証拠の重要性増す　広島市の放火殺人無罪判決”. MSN産経ニュース. (2007年11月28日) 2007年11月30日閲覧。
8. ↑  “広島の放火殺人、二審も無罪 自白の信用性疑問と高裁”. 共同通信47NEWS. (2009年12月14日) 2009年12月19日閲覧。
9. ↑  “広島の家族3人殺害、無罪確定へ　死刑求刑で異例”. 日本経済新聞社. (2012年2月25日).  オリジナルの2024年4月8日時点におけるアーカイブ。
10. ↑  “広島の殺人放火：母娘３人殺害、無罪確定へ　「疑い濃い」異例の言及－－最高裁上告棄却”. 毎日新聞. (2012年2月25日) 2012年3月3日閲覧。
11. ↑  平成21年12月14日・広島高裁判決
12. ↑  平成24年2月22日・最高裁決定
13. ↑  大阪母子殺害、高裁も無罪…差し戻し控訴審判決　読売新聞 2017年3月2日